# 2. etape af Post Danmark Rundt 2008
Anden etape af Post Danmark Rundt 2008 blev kørt torsdag d. 31. juli med start i Skjern og mål i Sønderborg. Ruten var 220 km lang og krydsede 3. etape mellem Tinglev og Gråsten.

## Resultatliste
|    | Navn                 | Land           | Hold                | Tid     | Bonus    |
| -- | -------------------- | -------------- | ------------------- | ------- | -------- |
| 1  | Matti Breschel       | Danmark        | Team CSC-Saxo Bank  | 5:42.38 | 15p, 10s |
| 2  | Jurgen Roelandts     | Belgien        | Silence-Lotto       | + 0.00  | 12p, 6s  |
| 3  | Markus Zberg         | Schweiz        | Team Gerolsteiner   | + 0.00  | 10p, 4s  |
| 4  | Jonas Aaen Jørgensen | Danmark        | Team GLS Pakke Shop | + 0.00  | 9p       |
| 5  | Enrico Gasparotto    | Italien        | Barloworld          | + 0.00  | 8p       |
| 6  | Tom Veelers          | Holland        | Skil-Shimano        | + 0.00  | 7p       |
| 7  | Markus Eibegger      | Østrig         | Elk Haus-Simplon    | + 0.00  | 6p       |
| 8  | Harald Starzengruber | Østrig         | Elk Haus-Simplon    | + 0.00  | 5p       |
| 9  | Tyler Farrar         | USA            | Team Garmin         | + 0.00  | 4p       |
| 10 | Roger Hammond        | Storbritannien | Team Columbia       | + 0.00  | 3p       |
| 11 | Daryl Impey          | Sydafrika      | Barloworld          | + 0.00  | 2p       |
| 12 | Nikolas Maes         | Belgien        | Topsport Vlaanderen | + 0.00  | 1p       |

## Bakke- og pointspurter

### 1. spurt (iØlgod)
Efter 13,0 km
| Vinder | Matti Breschel    | 5p, 3s |
| 2.     | Enrico Gasparotto | 3p, 2s |
| 3.     | Steven Cozza      | 1p, 1s |

### 2. spurt (Esbjerg, ud for Torvet)
Efter 61,1 km
| Vinder | Jacob Nielsen (cykelrytter) | 5p, 3s |
| 2.     | Thomas Bendixen             | 3p, 2s |
| 3.     | Bart Vanheule               | 1p, 1s |

### 1. bakke (påVongshøj)
Efter 132,2 km
| Plads | Navn                        | Point |
| ----- | --------------------------- | ----- |
| 1.    | Jacob Nielsen (cykelrytter) | 10    |
| 2.    | Thomas Bendixen             | 6     |
| 3.    | Bart Vanheule               | 4     |
| 4.    | Martin Mortensen            | 2     |